# Lexicon Universale
Lexicon Universale是由出生瑞士巴塞尔的约翰·雅各布·霍夫曼（1635年-1706年）于1698年出版的拉丁语百科全书，共四卷，每卷约1000页。